# Il potere del mito
Il potere del mito è un libro-intervista del 1988 che si basa sul documentario intitolato "Joseph Campbell e il potere del mito", originariamente trasmesso dalla PBS come sei conversazioni di un'ora sulla mitologia tra Joseph Campbell e il giornalista statunitense Bill Moyers, a cura di Betty Sue Flowers.

## Panoramica
Le prime cinque interviste sono state girate in California nel "Skywalker Ranch" di George Lucas, mentre la sesta è stata condotta presso l'American Museum of Natural History di New York, durante le ultime due estati della vita di Campbell; in queste discussioni il mitologo presenta le sue idee sulla mitologia comparata e il ruolo di continuità e presenza del mito nella società umana. Questi colloqui sono estratti dall'opera fondamentale del 1949 di Campbell, L'eroe dai mille volti.
Il libro è stato pubblicato contemporaneamente alla messa in onda della serie su PBS e segue il formato del documentario fornendo ulteriori discussioni non incluse nella versione originale di sei ore dello stesso.

### Descrizione
Nella pubblicazione viene trattata l'universalità e l'evoluzione dei miti nella storia del genere umano, ma anche il luogo del mito nella società moderna. Campbell fa i conti con la propria educazione, formazione professionale ed esperienza rispetto alle storie delle diverse culture della civiltà, per presentare al lettore la sua tesi che la società moderna sta attraversando una transizione dalle vecchie mitologie e tradizioni verso un nuovo modo di pensare, dove una mitologia globale saprà emergere.
Parte del materiale nel primo capitolo viene da libri di Campbell pubblicati precedentemente, L'eroe dai mille volti e Le maschere di Dio. Il tema principale del libro è l'universalità dei miti che si verificano in tutta la storia dell'umanità, non importa in quale epoca, cultura o società venga considerata. I miti sono il corpo di storie e leggende che un popolo giunge a percepire come parte integrante della propria cultura. Prima dell'invenzione della scrittura, queste storie e leggende sono state tramandate di generazione in generazione, sotto forma di riti e tradizioni orali. La ricomparsa di alcuni temi in diverse mitologie conduce alla consapevolezza che questi ritraggono verità universali ed eterne sull'umanità.
Campbell definisce la funzione di una mitologia, come la predisposizione di un quadro culturale per una società nel suo modo di educare la gioventù, e per fornire loro un mezzo per far fronte al loro passaggio attraverso le varie fasi della vita, dalla nascita fino alla morte. In senso generale i miti includono la religione come un bene e lo sviluppo della religione è una parte intrinseca della cultura di una società. Una mitologia è inevitabilmente correlata alla società che la esprime e al tempo in cui si verifica e non può essere separata da questa cultura ed ambiente. Questo è vero anche se la società occidentale ha precedentemente imparato da, ed è stata informata, dalla mitologia delle altre culture, includendo lo studio degli scritti greci e romani di mitologia classica come parte integrante del suo patrimonio.
La storia dello sviluppo di una cultura e della società si incarna nella sua mitologia. Ad esempio, la Bibbia descrive l'evoluzione del concetto giudaico-cristiano di Dio dal momento in cui gli ebrei si trovavano in cattività a Babilonia e il dio adorato corrispondeva ad un dio tribale locale, per cui il concetto si è trasformato in quello di un salvatore del mondo come risultato eminentemente ebraico, diventando una forza importante nella regione del Mediterraneo orientale. Il contesto geografico di una mitologia specifica svolge anche un ruolo nella sua evoluzione. L'ambito fisico della mitologia biblica è stato limitato in preminenza alla zona del Medio Oriente, ma anche in altre parti del mondo; mentre le religioni e le culture cinese e azteca ad esempio sono emerso come sistemi di credenze distinte e separate. Quando le diverse culture vengono ad espandere le proprie sfere di influenza alla fine entrano in contatto con l'una con l'altra e il risultato della collisione, che si tratti di conquista, sottomissione o fusione, sarà evidente anche e soprattutto nella mitologia risultante.
Campbell descrive poi la sua educazione come "cattolica-romana" e la sua precoce passione per i miti e le storie dei nativi americani. Ricorda l'emozione che provava quando si rese conto che i motivi della creazione, morte, risurrezione e ascensione al cielo, che le suore gli stavano insegnando alla sua scuola, si sono verificate anche nei miti degli "indiani d'America". Questo è stato l'inizio del suo interesse per tutta la vita nei confronti della mitologia comparata. Più tardi ha trovato gli stessi temi universali nell'induismo e nelle leggende arturiane medievali.
La discussione considera anche il ruolo del mito e il rituale nella società contemporanea. Rituali contemporanei si sono svolti per celebrare eventi speciali nella vita privata, come il matrimonio di un individuo o l'arruolamento in un ramo delle forze armate e, in occasioni pubbliche, come l'inaugurazione di leader civili e nazionali. Nell'introduzione al libro, Moyers ricorda la descrizione di Campbell dei funerali solenni di stato dopo l'assassinio di John F. Kennedy, come "illustrazione del servizio elevato dato dal rito ad una società," e dove Campbell identifica l'occasione ritualizzata come soddisfazione di una grande necessità sociale.
In generale, comunque, Campbell e Moyers giungono alla conclusione che vi è una mancanza di mitologia efficace e di rituali nella moderna società americana. Scoprono che non vi è più nulla che si possa confrontare con i potenti riti della pubertà presenti ad esempio nelle società primitive. Essi sostengono che l'esclusione degli studi classici dal moderno programma educativo ha portato ad una mancanza di consapevolezza dei fondamenti mitologici di patrimonio della società occidentale. Questo, combinato con un maggiore materialismo e l'enfasi sulla tecnologia, ha portato la gioventù moderna di New York ad alienarsi dal flusso principale della società ed inventare la propria morale, con iniziazioni e bande.
Il matrimonio, come esempio di un istituto sociale moderno fondamentale, diventa il prossimo oggetto di discussione. Campbell distingue tra matrimonio e l'amore conferendo alcuni ideali molto alti al matrimonio, a differenza delle storie d'amore, che hanno uno status categoriale che inevitabilmente finisce in delusione. È vero matrimonio, secondo l'opinione di Campbell, quello che incarna una identità spirituale e richiama l'immagine di un Dio incarnato. Campbell e Moyers sono d'accordo che l'obiettivo principale del matrimonio non è la nascita dei figli e la creazione delle famiglie. Essi abbandonano il concetto di perpetuazione della specie umana come la funzione primaria del matrimonio relegandone il tutto solo ad un primo stadio. Questa prima fase è seguita da una seconda in cui la prole si allontana dalla casa di appartenenza per entrare nel mondo e solo la coppia è originaria è rimasta. Campbell richiama l'immagine del matrimonio come un calvario in cui l'ego è sacrificato per una relazione in cui due sono diventati uno. Questo, egli afferma, è una immagine mitologica che incarna il sacrificio del visibile per un buon trascendente. Campbell etichetta questa fase del matrimonio come stadio alchemico.
Campbell conclude affermando che la società moderna non ha la stabilità in precedenza derivatagli dall'essere educata nella mitologia e nelle leggende dei classici greci e romani. I due autori concordano inoltre sul fatto che non vi è una mitologia efficace nella società moderna attraverso la quale gli individui possano riguardare e considerare il loro ruolo nel mondo. L'analisi dei simboli nazionali degli Stati Uniti viene utilizzato da Campbell per illustrare la possibilità per i miti di incorporare le credenze di un'intera società e per fornire alla mitologia il compito di unificare una nazione. Più recentemente, quando l'immagine della terra, ripresa dagli allunaggi, è stata pubblicata, ha portato alla realizzazione universale che gli esseri umani devono identificarsi con l'intero pianeta. Questo concetto dell'emergere di una nuova mitologia basata su aspetti globali della vita è ribadita più volte da Campbell.

## Edizioni
- trad. di Agnese Grieco e Vittorio Lingiardi
  - Parma: Guanda, 1988, 1990, 2004
  - Milano: TEA, 1994, 2000
  - Vicenza : Neri Pozza, 2012